# Albánia hívójelkörzetei
Albánia jelenleg (2024) nincs hívójelkörzetekre felosztva sem területi, sem másegyéb alapon.
Albánia számára az ITU a ZA hívójelprefixet osztotta ki.

## Lajstromjel
Vízi és légi járművek lajstromjelezéséhez a ZA prefixet használják.